# 불암산 요금소
불암산 요금소(佛巖山料金所, Buramsan TG)는 경기도 남양주시 별내3로 109-43 (별내동)에 위치한 수도권제1순환고속도로 본선 상의 요금소이다. 별내 나들목에서 남쪽으로 약 900m 떨어진 곳에 있다.
2006년 6월 30일 서울외곽순환고속도로 민자 구간이 개통하면서 영업을 개시했다. 2010년 8월 23일 경기도에서 경기순환버스 노선을 신설하면서 이 버스가 정차하는 버스 정류장이 설치되었다. 관리는 서울고속도로 불암산영업소에서 하고 있다.

## 연혁
- 2006년 6월 30일 : 서울외곽순환고속도로 퇴계원 ~ 의정부 구간 개통과 함께 영업 개시[1]
- 2010년 8월 23일 : 경기순환버스 노선 신설로 요금소 도로변에 환승 정류소 설치

## 특징
이 요금소에서 별내 나들목까지 거리가 가깝기 때문에 퇴계원 방면에서 별내 나들목으로 진출하거나 별내 나들목에서 퇴계원 방면으로 진입할 때 통행권 발부 및 요금 수납 업무도 병행한다. 이 때 불암산 요금소 가장 맨 끝 2차선을 이용한다.

## 교통량 정보
아래 정보는 월간 교통량을 일간 교통량으로 환산한 것이다.
| 구간          | 통행량 (대/일) | 통행량 (대/일) | 통행량 (대/일) | 통행량 (대/일) | 통행량 (대/일) | 통행량 (대/일) | 통행량 (대/일) | 통행량 (대/일) | 통행량 (대/일) | 통행량 (대/일) | 통행량 (대/일) | 통행량 (대/일) | 통행량 (대/일) | 통행량 (대/일) | 각주  |
| 구간          | 2001년         | 2002년         | 2003년         | 2004년         | 2005년         | 2006년         | 2007년         | 2008년         | 2009년         | 2010년         | 2011년         | 2012년         | 2013년         | 2014년         | 각주  |
| ------------- | -------------- | -------------- | -------------- | -------------- | -------------- | -------------- | -------------- | -------------- | -------------- | -------------- | -------------- | -------------- | -------------- | -------------- | ----- |
| 불암산 → 별내 | 미개통         | 미개통         | 미개통         | 미개통         | 미개통         | 21,025         | 26,094         | 31,017         | 37,484         | 41,500         | 30,787         | 31,672         | 31,138         | 48,538         | [ 2 ] |
| 별내 → 불암산 | 미개통         | 미개통         | 미개통         | 미개통         | 미개통         | 19,143         | 24,184         | 29,693         | 38,174         | 42,015         | 30,806         | 33,321         | 31,956         | 49,514         | [ 2 ] |